# Floribundaria vaginans
Floribundaria vaginans là một loài Rêu trong họ Meteoriaceae. Loài này được (Welw. & Duby) Broth. miêu tả khoa học đầu tiên năm 1906.